# Snap Yo Fingers
«Snap Yo Fingers» — это первый сингл с дебютного альбома рэпера Лил Джона Crunk Rock. Он был записан при участии E-40 и Sean P из YoungBloodZ.
В «Billboard Hot 100» и «Hot R&B/Hip-Hop Songs», песня достигла позиций № 7 и № 1, соответственно. В «Australian ARIA Charts» она дебютировала на 64 строке. Трек занял 5 позицию в «BET’s Top 100 Songs», сместив трек группы Dem Franchize Boyz «Lean wit It, Rock wit It». «Snap Yo Fingers» — один из самых популярных клубных хитов лета 2006.
Также на композицию «Snap Yo Fingers» был снят клип.

## Список композиций
| # | Название                         | Длительность |
| - | -------------------------------- | ------------ |
| 1 | «Snap Yo Fingers (Radio Edit)»   | 4:34         |
| 2 | «Snap Yo Fingers (Street)»       | 4:34         |
| 3 | «Snap Yo Fingers (Instrumental)» | 4:34         |
| 4 | «Snap Yo Fingers»                | 4:09         |
| 5 | «Snap Yo Fingers (Call Out)»     | 0:12         |